# Жуліна Валентина Олександрівна
Жуліна Валентина Олександрівна (15 червня 1953) — радянська академічна веслувальниця.
Срібна призерка Олімпійських Ігор 1980 року в складі вісімки.
Чемпіонка світу 1978, 1979 років у складі вісімки, срібна призерка 1974 року в складі вісімки.